# Dvor pri Polhovem Gradcu
Dvor pri Polhovem Gradcu este o localitate din comuna Dobrova-Polhov Gradec, Slovenia, cu o populație de 125 de locuitori.